# Jesse Batey
Jesse Batey, também Jesse Beatty, foi um fazendeiro americano e um dos principais beneficiários da venda de escravos jesuíta em 1838, na qual a Província de Maryland da Companhia de Jesus concordou em vender 272 escravos para Batey e Henry Johnson.

## Biografia
Batey possuía uma plantação de 2800 acres em Maringouin, Paróquia de Iberville, Louisiana, com propriedades adicionais em Pointe Coupée e Fordoche. Na época da venda de 1838, residia na paróquia de Terrebonne.
Três semanas antes da venda de escravos de 1838, Batey viajou para o norte, para Washington, D.C., de modo a listar a plantação de Maringouin para venda no The Washington Globe, buscando pagamento em escravos ou uma parceria comercial com outro proprietário de escravos. No dia 19 de Junho de 1838, a Província de Maryland da Companhia de Jesus concordou em vender 272 escravos para Batey e Henry Johnson. Mulledy finalizou a venda de 64 escravos para Batey a 10 de novembro do mesmo ano. As pessoas escravizadas tinham idades entre 65 anos e 18 meses, sendo que mais da metade eram crianças com menos de 18 anos.
Após a morte de Batey em 1852, a maioria dos escravos vendidos no acordo foi comprada com a propriedade de Batey por John S. Barrow. A plantação acabou por ser renomeada West Oak e caiu na posse de Emily Woolfolk, a viúva do notório comerciante de escravos Austin Woolfolk, em 1856. Muitos dos escravos que trabalhavam na fazenda na época da emancipação em 1865 foram vendidos em 1838 ou eram descendentes desses escravos.